# 臭黄荆
臭黄荆（学名：Premna ligustroides）为马鞭草科豆腐柴属下的一个种。

## 扩展阅读
維基物種上的相關：臭黄荆